# Arisaema ringens
Arisaema ringens là một loài thực vật có hoa trong họ Ráy (Araceae). Loài này được (Thunb.) Schott mô tả khoa học đầu tiên năm 1832.

## Hình ảnh

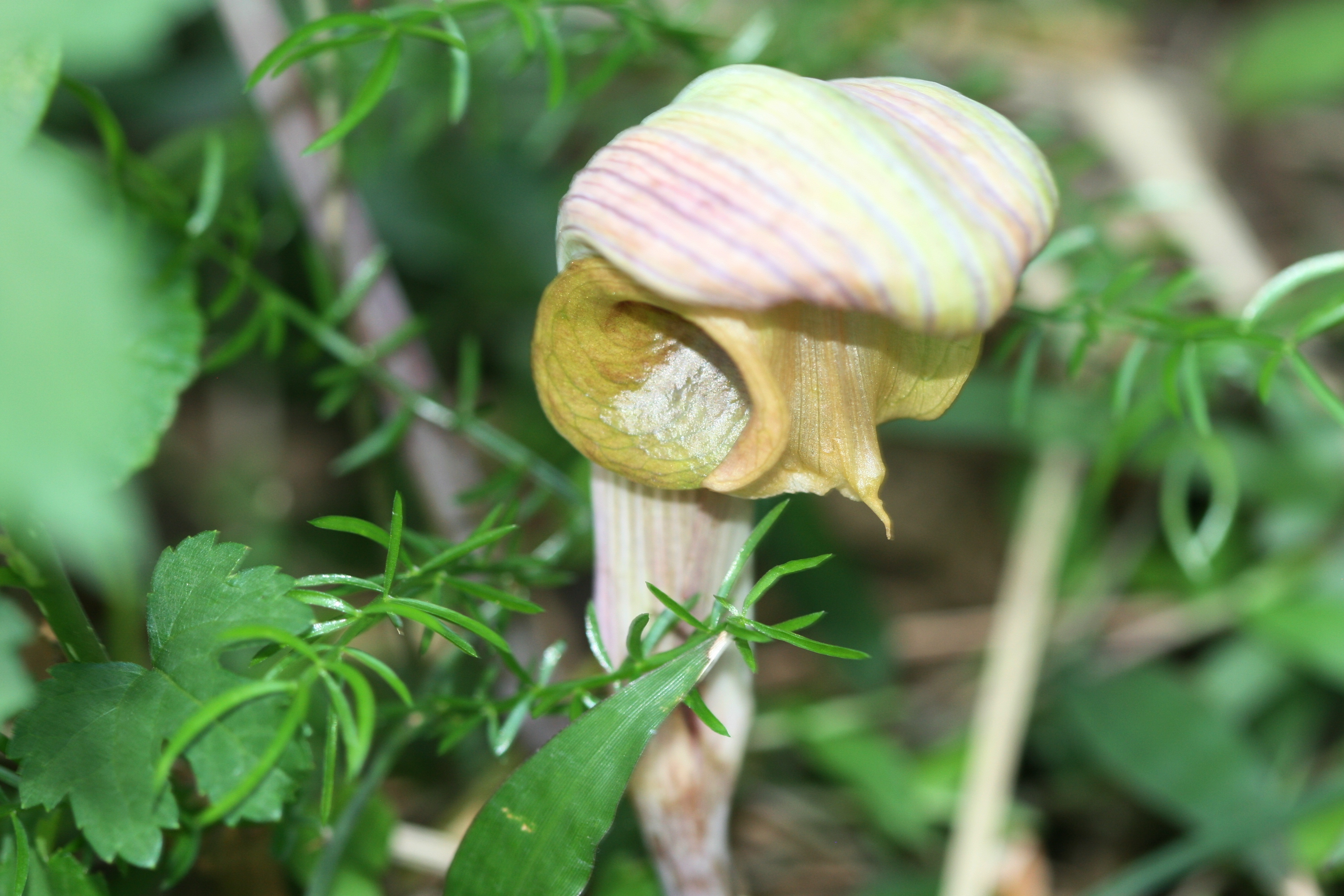
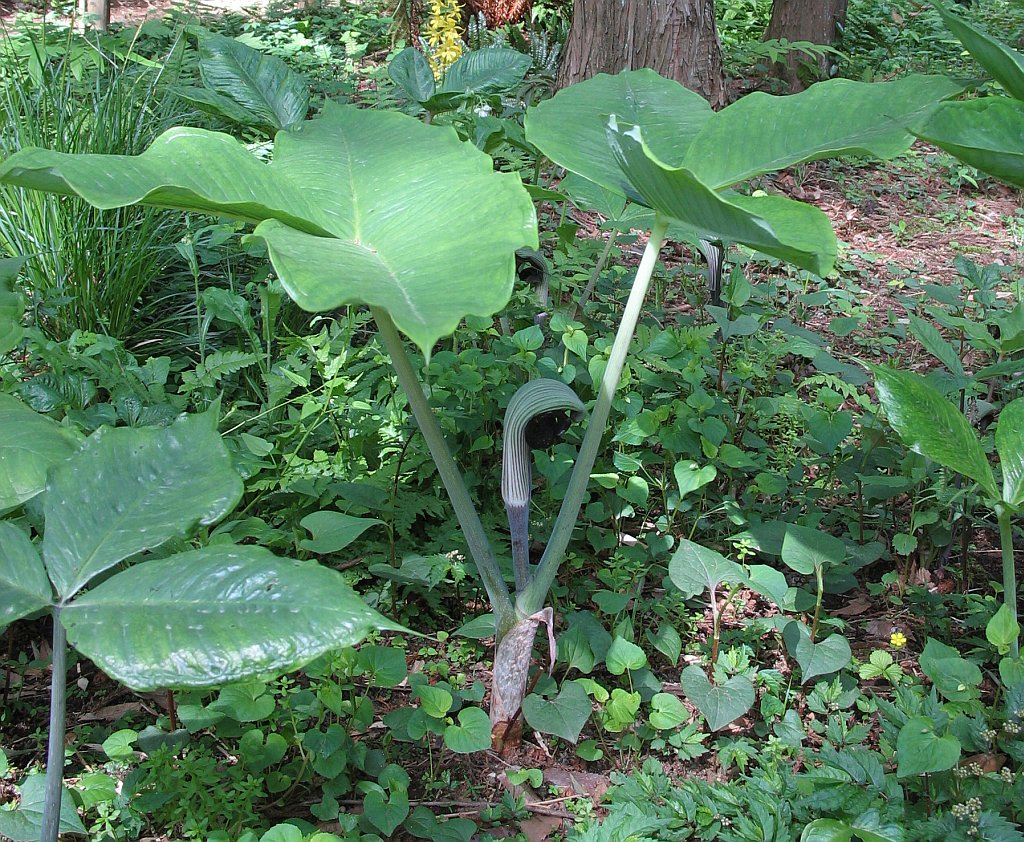
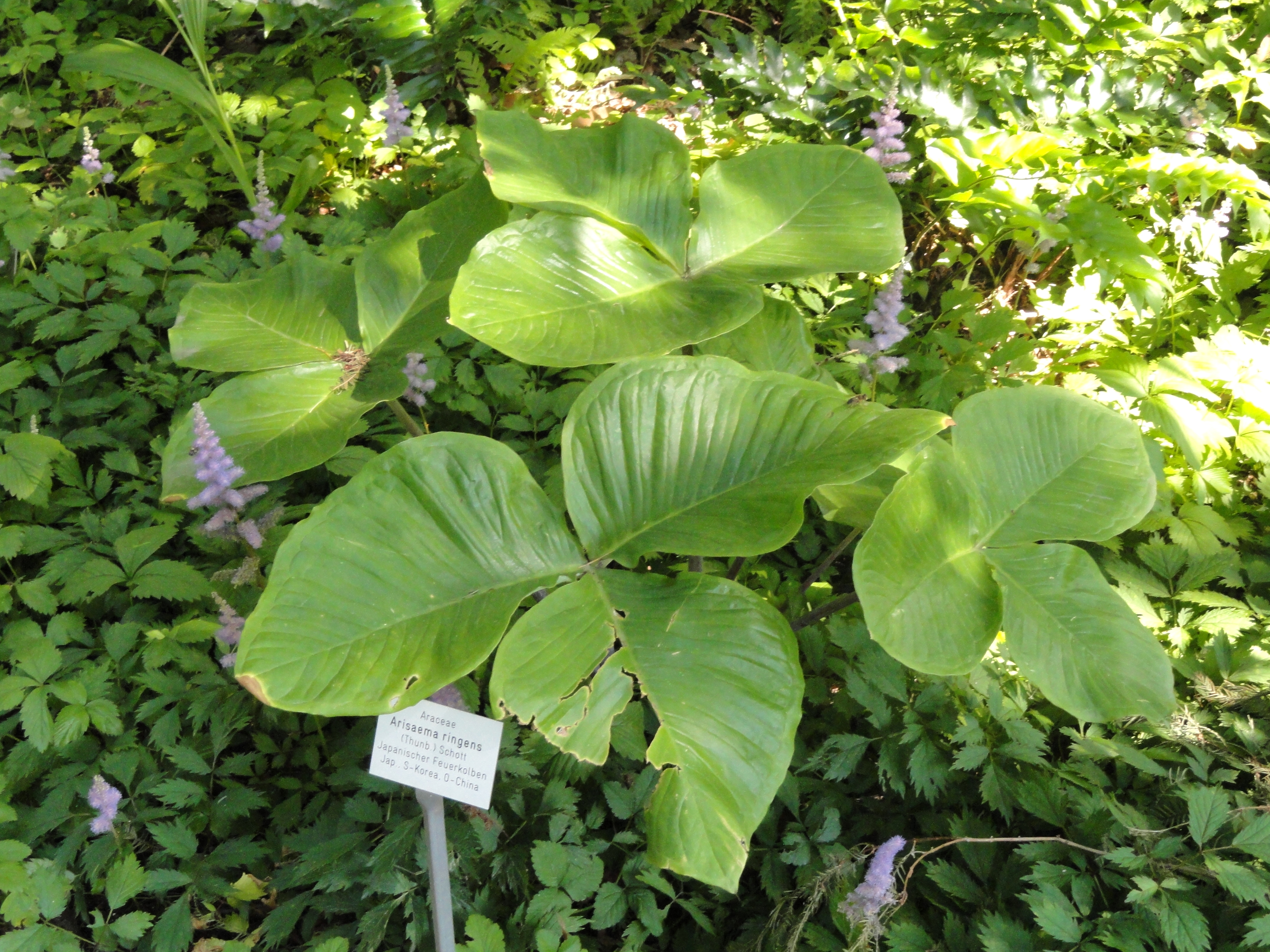
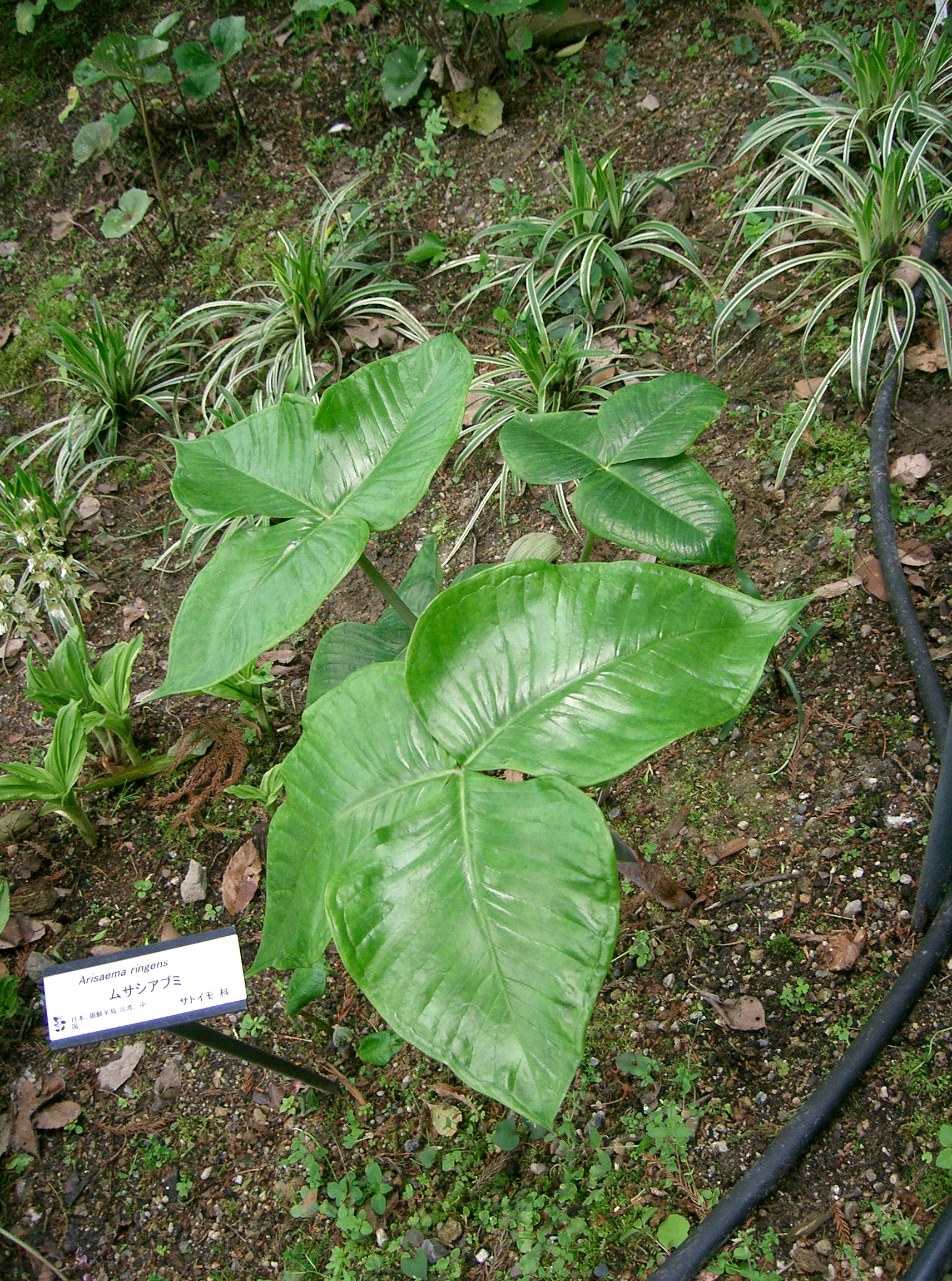